# Grzybowiec (Wzgórza Gumińskie)
Grzybowiec – wzgórze (364 m n.p.m.) w południowo-zachodniej Polsce, w południowej części  Wzgórz Gumińskich, na Przedgórzu Sudeckim, między miejscowościami Piława Górna i Przerzeczyn-Zdrój.
Zachodnie zbocza są odsłonięte (łąki i pola uprawne), wschodnie porośnięte lasem mieszanym.
W 2013 wzniesiono na szczycie platformę widokową, z której roztacza się widok na Wzgórza Bielawskie, Wzgórza Gilowskie i Góry Sowie oraz Piławę Górną.

## Szlaki turystyczne
600 m na północ od szczytu węzeł szlaków turystycznych zwany Skrzyżowanie pod Grzybowcem:
 Ziębice – Lipa – Jasłówek – Krzelków – Zameczny Potok – Ciepłowody – Kawia Góra (Łysica) – Ruszkowice – Ostra Góra – Podlesie – Przerzeczyn-Zdrój – Skrzyżowanie pod Grzybowcem – Grzybowiec – Piława Górna – Piława Dolna
 Przełęcz Srebrna – Mikołajów – Brzeźnica – Grochowiec – Tarnów – Ząbkowice Śląskie – Zwrócona – Brodziszów – Skrzyżowanie pod Grzybowcem – Tatarski Okop – Gilów – Zamkowa Góra – Przełęcz Dębowa – Słupice – Przełęcz Słupicka – Przełęcz Tąpadła – Biała – Strzelce
Przez szczyt przechodzi szlak 